# (466214) 2012 SZ1
(466214) 2012 SZ1 es un asteroide perteneciente al cinturón de asteroides, descubierto el 10 de octubre de 1996 por el equipo Spacewatch desde el Observatorio Nacional de Kitt Peak (Arizona, Estados Unidos).